# Ndengese (peuple)
Pour les articles homonymes, voir Ndengese.
Les Ndengese sont un peuple d'Afrique centrale établi en République démocratique du Congo (RDC), dans le territoire de Dekese au Kasaï-Occidental. Ils font partie du grand groupe des Kuba.

## Ethnonymie
Selon les sources, on rencontre les variantes suivantes : Bonkese, Bonkesse, Dekese, Dengese, Dengeses, Ileo, Ndengeses, Ndengse, Ndenkese, Nkutu.

## Histoire
Les Ndengese sont issus de plusieurs migrations en provenance du nord, ils appartiennent au grand groupe Mongo. Longtemps rattachés à leurs voisins Kubas, ils formaient autrefois un royaume regroupant plusieurs peuples, le royaume Kuba, dans la région du Sankuru.

## Population
Leur nombre est estimé à 12 000.

## Langues
Ils parlent le bondengese (kidengese) ou ses dialectes, mais le lingala est couramment utilisé.

## Croyances
La majorité de la population ndengese est de confession chrétienne (catholique).

## Culture
Les Ndengese produisent des statuettes funéraires représentant les ancêtres, les rois, les nobles, ou peut-être même des Dieux sans membres inférieurs, richement ornés de bijoux (bracelets, colliers), et de scarifications (sorte d'entailles) probablement rituelles en forme de symboles symétriques. La tête est couverte d'une sorte de capuche, (coiffure géométrique) parfois tressée utilisée par les notables Totshi typique du style ndengese, parfois confondu avec le style de leurs proches voisins Kubas. Elle symbolise la compréhension, l'intelligence, la distinction, le respect et l'unité entre les chefs.
Ils fabriquent aussi de puissantes armes (poignards), tabourets, figure debout avec une tasse sur la tête, des pipes. Les Ndengese sont connus pour leur créativité, leur goût pour les costumes, et décoration, ils fabriquent aussi des tissus en raphia. La majeure partie des œuvres d'art ndengese sont exposées au Musée royal de l’Afrique centrale (Musée de Tervuren).

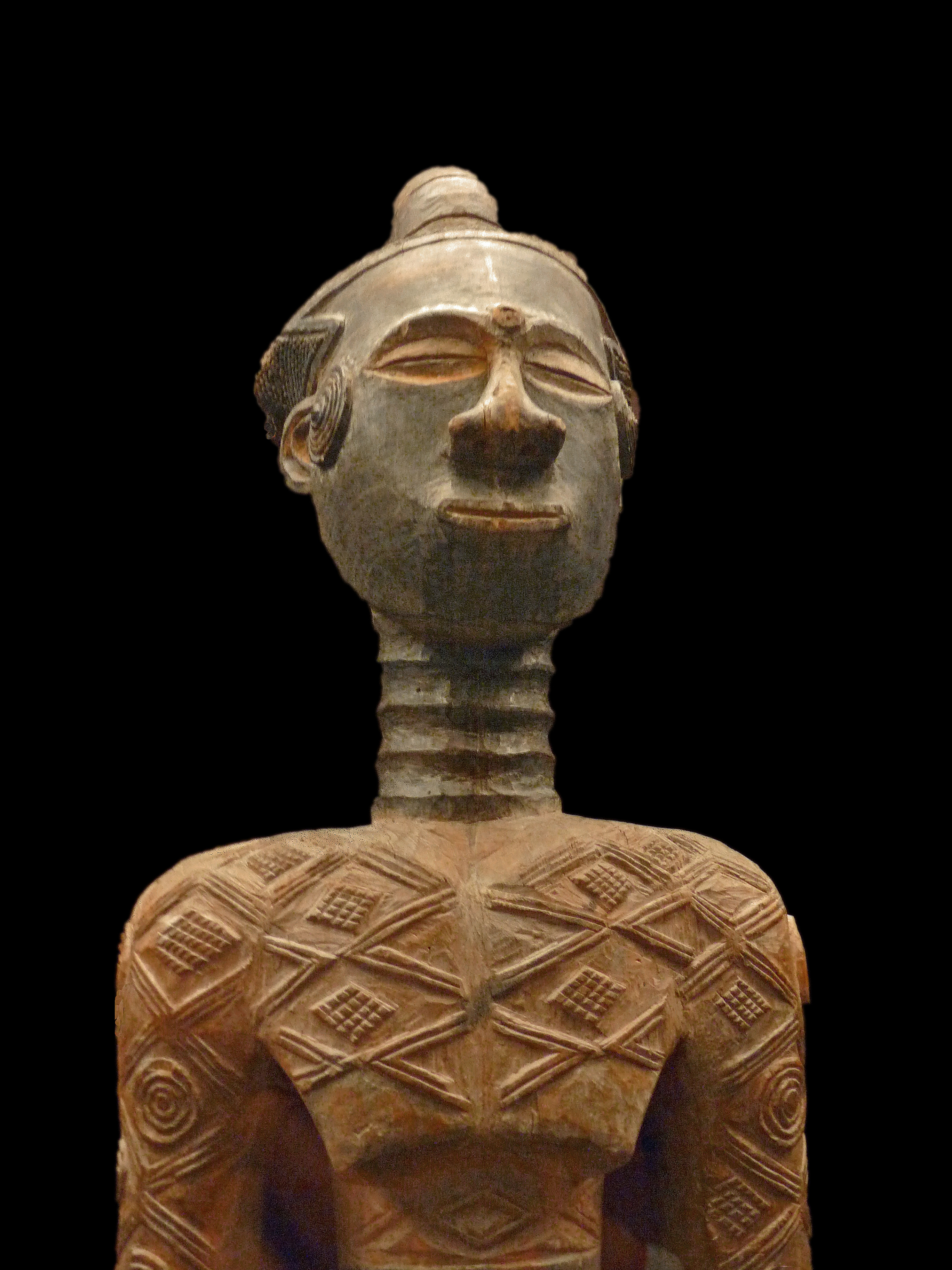
Détail de statue à scarifications
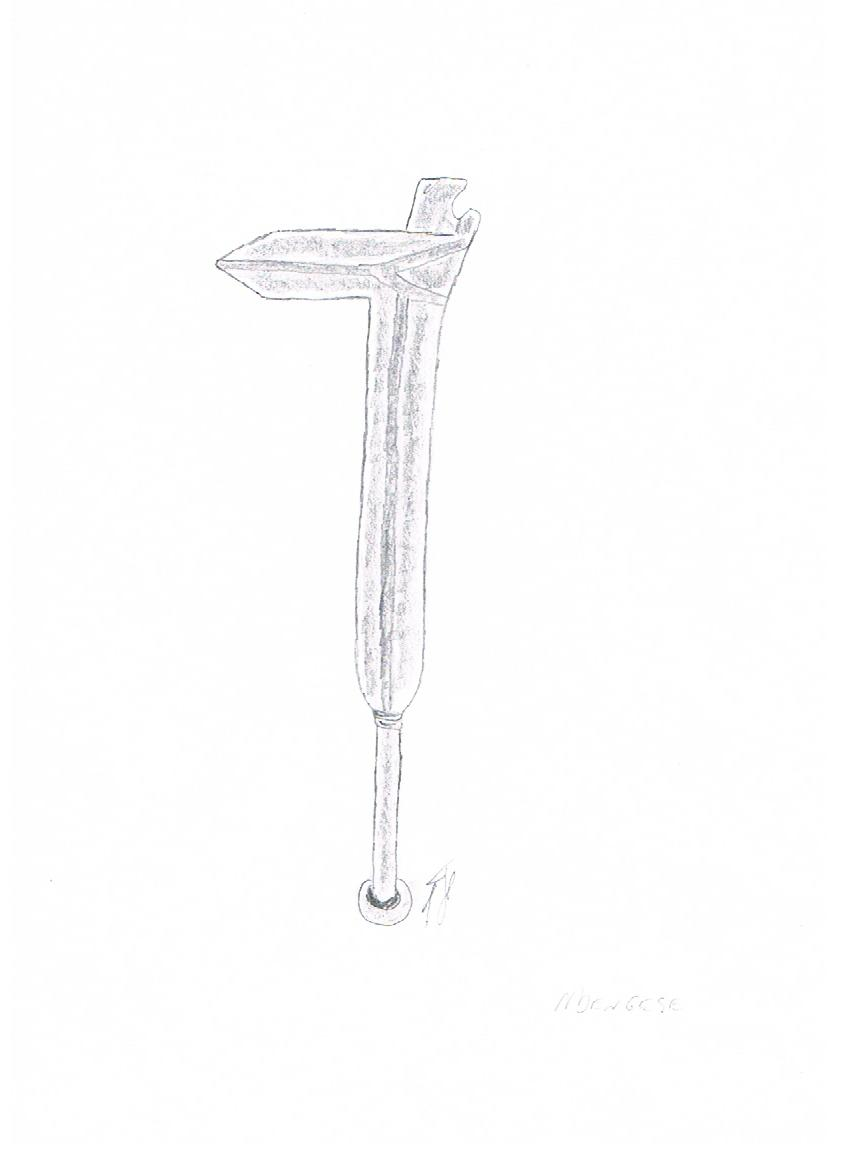
Couteau de jet